# 卡米亞尼夫卡
51°24′29″N 28°55′19″E / 51.40806°N 28.92194°E
卡米亞尼夫卡（烏克蘭語：Кам'янівка）是位於烏克蘭北部日托米爾州裏科羅斯堅區的村莊，始建於1870年，面積1.38平方公里，海拔高度158米，2001年人口83，人口密度每平方公里60.36人。